# Гранд-Террас (Каліфорнія)
Гранд-Террас (англ. Grand Terrace) — місто (англ. city) в США, в окрузі Сан-Бернардіно штату Каліфорнія. Населення — 13 150 осіб (2020).

## Географія
Гранд-Террас розташований за координатами 34°1′52″ пн. ш. 117°18′48″ зх. д. / 34.03111° пн. ш. 117.31333° зх. д. (34.031171, -117.313241).  За даними Бюро перепису населення США в 2010 році місто мало площу 9,07 км², уся площа — суходіл.

## Демографія
Згідно з переписом 2010 року, у місті мешкало 12 040 осіб у 4403 домогосподарствах у складі 3067 родин. Густота населення становила 1327 осіб/км².  Було 4649 помешкань (513/км²).
Расовий склад населення:
| - 65,7 % — білих - 6,5 % — азіатів - 5,6 % — чорних або афроамериканців - 1,0 % — корінних американців - 0,3 % — вихідців з тихоокеанських островів - 15,8 % — осіб інших рас |

До двох чи більше рас належало 5,2 %. Частка іспаномовних становила 39,1 % від усіх жителів.
За віковим діапазоном населення розподілялося таким чином: 23,1 % — особи молодші 18 років, 64,4 % — особи у віці 18—64 років, 12,5 % — особи у віці 65 років та старші. Медіана віку мешканця становила 36,1 року. На 100 осіб жіночої статі у місті припадало 92,9 чоловіків;  на 100 жінок у віці від 18 років та старших — 89,6 чоловіків також старших 18 років.
Середній дохід на одне домашнє господарство  становив 76 520 доларів США (медіана — 63 871), а середній дохід на одну сім'ю — 89 519 доларів (медіана — 77 004). Медіана доходів становила 54 491 долар для чоловіків та 50 394 долари для жінок. За межею бідності перебувало 9,9 % осіб, у тому числі 9,2 % дітей у віці до 18 років та 10,4 % осіб у віці 65 років та старших.
Цивільне працевлаштоване населення становило 5759 осіб. Основні галузі зайнятості: освіта, охорона здоров'я та соціальна допомога — 32,6 %, роздрібна торгівля — 17,8 %, будівництво — 8,5 %, публічна адміністрація — 7,2 %.